# Erőss Elek (ügyvéd)
ifj. Erőss Elek (? – Csíkszereda, 1884. március 25. ügyvéd, Csík vármegye és Csíkszereda város tisztiügyésze,  törvényhatóságának bizottsági tagja. Az Erőss család bethlenfalvi és lengyelfalvi nemes és csíkszentmiklósi gróf ágának leszármazottja. 